# آغوانی
آغوانی (به ارمنی: Աղվանի) یک روستا در ارمنستان است که در استان سیونیک واقع شده‌است. آغوانی در ۳۹ کیلومتری شمالغرب کاپان، مرکز استان سیونیک واقع شده است.

## خصوصیات
آغوانی ۹٫۹۲ کیلومترمربع مساحت و ۸۸ نفر جمعیت دارد و در ارتفاع ۱۷۰۰ متر بالاتر از سطح دریا قرار گرفته است.

## جمعیت
با توجه به آر ای ۲۰۱۱ بر اساس نتایج سرشماری، جمعیت دائمی اغوانی ۹۸ نفر، و جمعیت کنونی ۶۷ نفر بوده است.։ این روستا به شکل پیوسته ارمنی نشین بوده است.։
| سال   | ۱۹۲۶ | ۱۹۳۹ | ۱۹۵۹ | ۱۹۷۰ | ۱۹۷۹ | ۲۰۰۱ | ۲۰۰۴ |
| جمعیت | ۹۶   | ۲۳۷  | ۲۴۵  | ۲۴۷  | ۱۵۱  | ۱۳۸  | ۹۲   |